# Salford (Oxfordshire)
Salford is een civil parish in het bestuurlijke gebied West Oxfordshire, in het Engelse graafschap Oxfordshire. In 2001 telde het dorp 339 inwoners.